# Hellenic Petroleum
Hellenic Petroleum S.A. es la mayor compañía de refinación de petróleo de Grecia y tiene sus orígenes en 1958 con el establecimiento de la primera refinería en Grecia (Aspropyrgos).
Adoptó su nombre actual en 1998, cambiado por Public Petroleum Corporation S.A. (DEP), como resultado de una reorganización de la corporación. Es un consorcio de 9 subsidiarias y un número adicional de compañías de las que tiene diferentes grados de control de su gestión.

## Actividades

### Refinerías y estaciones de servicios
Hellenic Petroleum opera tres refinerías en Grecia, en Tesalónica, Elefsina y Aspropyrgos, que totaliza un 73% de la capacidad de refino del país (el restante 27% pertenece a Motor Oil Hellas), y una en Macedonia del Norte, la refinería OKTA, que es aprovisionada de crudo a través de oleoductos desde Tesalónica y cubre aproximadamente el 85% de las necesidades del país. El petróleo crudo para las refinerías es suministrado desde Arabia Saudí, Irak, Irán, Libia y Rusia. La compañía también opera 1400 estaciones de servicio en Grecia y cerca de 350 estaciones en Albania, Georgia, Serbia, Bulgaria, Chipre, Montenegro y Macedonia del Norte. También tiene una red que comercializa gas licuado (LPG), fuel para aviación y el sector naval y  lubricantes.

### Petroquímica
Siendo la compañía más importante que produce productos petroquímicos en Grecia, Hellenic Petroleum tiene una parte muy significante del mercado (superior al 50% en algunos casos). Sus productos básicos son plásticos, PVC y polipropileno, disolventes y química orgánica, como cloro e hidróxido de sodio. El departamento de petroquímica es parte de la refinería de Tesalónica.

### Electricidad
Hellenic Petroleum opera una central eléctrica de 390 MW  de gas natural en Tesalónica. Fue inaugurada en 2005 y es operada a través de su subsidiaria, T-Power. La inversión en costes fijos ascendió a 250 millones de euros.

### Explotación de petróleo
Mediante la ley 2289/95, Hellenic Petroleum mantiene los derechos exclusivos de exploración y producción de hidrocarburos 62000 km² en Grecia. La compañía también es activa en el extranjero, en cooperación con compañías extranjeras, Albania y Libia.

### Otros
Las subsidiarias de Hellenic Petroleum incluyen la compañía de ingeniería Asprofos y la compañía de producción de película de polipropileno, Diaxon, cuya factoría está situada en el área industrial de Komotini. La compañía también controla una empresa naviera y tiene el 35% de las acciones en DEPA, la compañía de gas natural griega, y VPI, que produce resinas de PET

## Accionariado
La compañía está en un periodo de transición de empresa estatal a empresa privada. El 28,3% de las acciones están disponibles en cotización pública en la bolsa de Atenas, el gobierno griego mantiene el 35,5%, el holding de la familia Latsis (Paneuropean Oil and Industrial Holdings S.A.) sostiene el restante 36,3% de la compañía.
El presidente del consejo de administración es Anastasios Giannitsis, y el jefe ejecutivo es John Costopoulos, que también es miembro del consejo de administración.

## Respuesta a la invasión rusa de Ucrania en 2022
Hellenic Petroleum ha continuado sus operaciones relacionadas con el crudo ruso a pesar de la invasión rusa de Ucrania en 2022, la cual generó una condena internacional generalizada y sanciones económicas contra Rusia. Aunque la compañía ha buscado proveedores alternativos, como Arabia Saudita, el crudo ruso aún representaba aproximadamente el 15% de su suministro en la segunda mitad de 2021. Según una investigación realizada por la Escuela de Administración de Yale, que evalúa las respuestas corporativas a la invasión, Hellenic Petroleum se clasifica en la categoría "Grado D" de "Postergar nuevas inversiones/desarrollo". Esta clasificación indica que la empresa ha pospuesto futuras inversiones o desarrollos, pero continúa sus operaciones sustanciales relacionadas con el petróleo ruso. Esta postura ha generado críticas, ya que mantiene lazos económicos con Rusia, un país involucrado en acciones agresivas que han resultado en graves crisis humanitarias y numerosas víctimas civiles en Ucrania.